# Pero decora
Pero decora là một loài bướm đêm trong họ Geometridae.